# ГЕС Саліме
ГЕС Саліме (ісп. Central de Salime) — гідроелектростанція на північному заході Іспанії в регіоні Астурія. Розташована перед ГЕС Сілвон, є верхнім ступенем в каскаді на річці Навія, що дренує північний схил Кантабрійських гір та впадає у Біскайську затоку.
Для роботи станції річку перекрили арково-гравітаційною греблею висотою 125 метрів та довжиною 250 метрів, на спорудження якої пішло 645 тис. м3 матеріалу. Вона утримує витягнуте по долині річки на 30 км водосховище із площею поверхні 5 км2 та об'ємом 270 млн м3.
Пригреблевий машинний зал розташували під водоскидами та первісно обладнали введеними в експлуатацію між 1953 та 1956 роками чотирма турбінами типу Френсіс потужністю по 32 МВт. Після модернізації потужність кожного гідроагрегату зросла до 40 МВт. При напорі у 105 метрів станція виробляє близько 0,3 млрд кВт·год електроенергії на рік.
Видача продукції відбувається по ЛЕП, що працює під напругою 132 кВ.